# Les Légendaires (série télévisée d'animation)
Pour l’article homonyme, voir Les Légendaires.
Les Légendaires est une série télévisée d'animation française, adaptée de la bande dessinée éponyme de Patrick Sobral, diffusée entre le 30 avril 2017 et le 15 juillet 2018 sur TF1. 
La trame scénaristique est différente de celle des bandes-dessinées, bien qu'elle se déroule dans le même univers et que beaucoup de références à l'histoire de la BD soient faites. D'après l'auteur, 90% de la série est « issu de l'univers de la bande-dessinée ».

## Synopsis
Autrefois héros d'Alysia, le groupe connu sous le nom de Légendaires et composé du chevalier Danaël, de la princesse Jadina, de l'elfe Shimmy, du Jaguarian Gryfenfer, dit "Gryf", et du guerrier Razzia, ancien bras droit du maléfique sorcier Darkhell et sa fille Ténébris, fut banni quand ses membres, en tentant de stopper Darkhell et Ténébris de conquérir le monde, brisèrent accidentellement la Pierre de Jovénia et firent retomber la population mondiale en enfance.
Bien qu'ils soient devenus indésirables partout où ils vont, les Légendaires continuent de lutter contre les forces du mal, incarnées non seulement par Darkhell et Ténébris, mais aussi par le démoniaque sorcier galina Skroa et bien d'autres, et ont désormais comme but de trouver la pierre de Crescia, seul artéfact magique capable d'inverser les effets de l'Accident Jovénia...

### Personnages
- Protagonistes : Danaël, Jadina, Shimy, Razzia, Gryf

- Antagonistes : Darkhell, Ténébris, Skroa, Halan, les Dragonites

- Personnages inédits : Abi, Adénia, Argol, Avidor, Boldehr Frey, Cornélias, Croche-tout, Dahul, Élibore, Estrelia, Farsa Trappe, Finn, Fondekall, Impoloco, Judepaum, Kadéna, Liam, Libellia, Ombos, Pashmina, Pastorius, Péricolo, Plass Vandâme, Reptilia, Rouki, Sagrate, Salina, Shaypak

## Distribution
- Julien Crampon : Danaël
- Henry-David Cohen : Gryf
- Adeline Chetail : Jadina
- Antoine Gouy : Razzia
- Anaïs Delva : Shimy
- Thomas Sagols : Prince Halan
- Géraldine Martineau, Franck Sportis, Tiphaine Sivade, Hervé Grull, Paolo Domingo : voix additionnelles

## Épisodes
La série comprend une saison de 26 épisodes, d'une durée de 21 minutes chacun :
1. Attention au démon
2. Le Registre du Lotus
3. Le Réveil du Kilimanshu
4. Frères d'arme
5. La Porte de Manta-Luna
6. La Bibliothèque de Marq-Tapahj
7. Les Spectres d'argile
8. À vos tablettes
9. La Cérémonie des Kadals
10. Le Retour du Dahul
11. La Princesse d'Orchidia
12. L'Emprise du maître Ruban
13. Le Magicien malicieux
14. Esprits d'équipe
15. Un sale gamin
16. L'Évadée
17. Attaque invisible
18. L'Heure de Galimarian
19. L'Étoile Élementaria
20. Le Secret de Skroa
21. La Bague au doigt
22. Pour l'honneur des Légendaires
23. Les Braconniers
24. Szataï la maléfique
25. Le Triangle des maudits - Partie 1
26. Le Triangle des maudits - Partie 2

## Production
Réalisé par Prakash Topsy et scénarisé sous la direction de Didier Lejeune, supervisé par Patrick Sobral. Il est développé par les équipes de TF1 et de Technicolor Animation Productions. Les épisodes seront entièrement conçus en France.
Entre 150 et 200 personnes ont travaillé pour produire la série.

### Écriture et scénario
Les épisodes sont scénarisés sous la direction de Didier Lejeune qui a déjà dirigé l’écriture des dernières saisons des Cités d'or, sous la supervision de Patrick Sobral pour le respect de son univers et de TF1.
Chaque épisode a son propre scénario et sa propre intrigue. Les épisodes ne sont donc pas feuilletonnant, exception faite de l'épisode final diffusé en 2 parties. Chaque épisode dure 21 minutes 30 secondes sans les génériques.

### Charte graphique
Les personnages sont en 3D sur fond 2D. Leur tenues sont moins sophistiquées que dans la bande dessinée, pour des raisons techniques : cela simplifie l'animation.
Plus de 380 décors différents sont nécessaires par épisode.

### Générique
Le générique d'ouverture dure une trentaine de secondes et est notamment chanté par Noam, chanteur du générique de Goldorak. Le générique final dure 3 secondes. 

## Diffusion
La série a été diffusée sur environ un an, avec une pause pendant les grandes vacances, à raison d'un épisode inédit tous les 15 jours. Le premier épisode a été diffusé le 30 avril 2017, il est diffusé le dimanche à 9h30 sur TF1. Le dessin animé a été diffusé sur TFOU (TF1), puis sur Canal J quotidiennement. Il a également été diffusé sur Télé-Québec le weekend. Désormais la série n'est plus disponible sur Netflix.
La série a également été diffusée sur Disney Channel en Russie en 2018 sous le nom « Les Cinq Légendaires » (легендарная пятёрка, legendarnaya pyatorka). Elle a donc également été doublée en russe.
En 2020, la série est traduite en Anglais et diffusée sur la chaîne TVNZ 1, la chaîne principale de Nouvelle-Zélande, sous le nom de « The Legendaries : United once, united forever » (traduction de la réplique anglaise des héros : Unis un jour, unis toujours.).